# دامیر میلینوویچ
دامیر میلینوویچ (کرواتی: Damir Milinović؛ زادهٔ ۱۵ اکتبر ۱۹۷۲) بازیکن فوتبال اهل کرواسی بود.
از باشگاه‌هایی که در آن بازی کرده‌است می‌توان به باشگاه فوتبال دینامو زاگرب، باشگاه فوتبال رییکا، باشگاه فوتبال بوخوم، باشگاه فوتبال زاگرب، و باشگاه فوتبال آستریا زالتسبورگ اشاره کرد.
وی همچنین در تیم‌های ملی فوتبال کرواسی بازی کرده‌است.